# آبچلیک چوب‌پا
آبچلیک چوب‌پا (نام علمی: Calidris himantopus) یک پرنده کوچک ساحلی است. نام علمی از یونان باستان است. نام سردۀ kalidris یا skalidris اصطلاحی است که ارسطو برای برخی از پرندگان خاکستری رنگ کنار آب به کار می‌برد. واژۀ himantopus به معنای "پای‌بند" یا "پابند" است. 

## رژیم غذایی
این پرندگان در گل و لای غذا می‌خورند، غذا را با دیدن جمع می‌کنند، اغلب مانند پاشلک نوک‌دراز که اغلب با آنها همراهی می‌کنند، با نوک خود در گل سیخ می‌زنند. آنها عمدتاً حشرات و سایر بی‌مهرگان را می‌خورند.

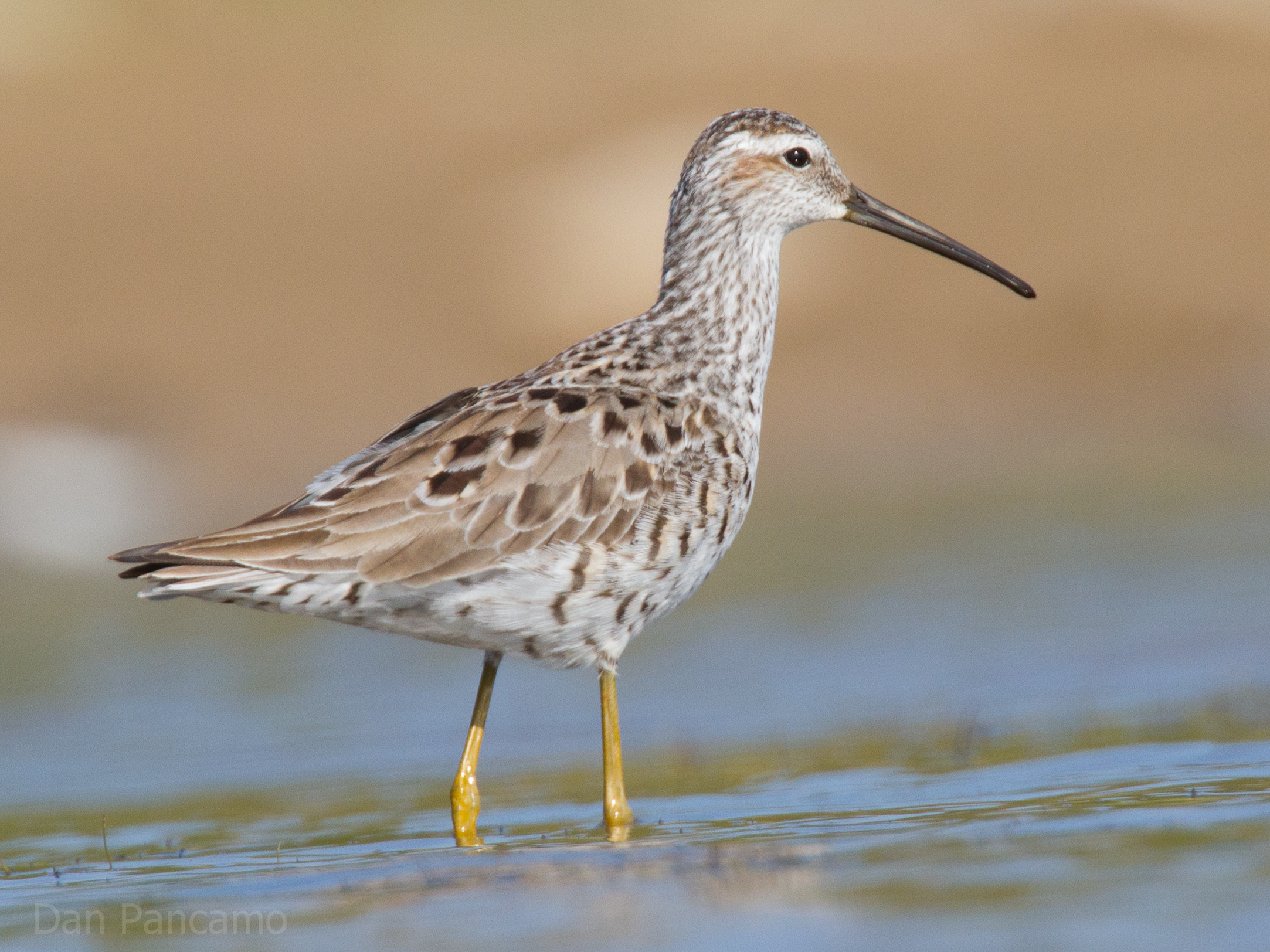
آبچلیک چوب‌پا در کوئینتانا، تگزاس